# Cantón de Gournay-en-Bray
El Cantón de Gournay-en-Bray es una división administrativa dentro de la República Francesa situada en el Distrito de Dieppe, del Departamento francés de Sena Marítimo, en la región de Alta Normandia. 
En el cantón de Gournay-en-Bray se desarrolla la actividad agrícola e industria liviana en torno al pueblo de Gournay-en-Bray. La altitud varía entre 77 m en Neuf-Marché, hasta los 229 m en Avesnes-en-Bray, con una altitud media de 139 metros sobre el nivel del mar. 

## Comunas del cantón
- Avesnes-en-Bray
- Bézancourt
- Bosc-Hyons
- Brémontier-Merval
- Cuy-Saint-Fiacre
- Dampierre-en-Bray
- Doudeauville
- Elbeuf-en-Bray
- Ernemont-la-Villette
- Ferrières-en-Bray
- Gancourt-Saint-Étienne
- Gournay-en-Bray
- Ménerval
- Molagnies
- Montroty
- Neuf-Marché

## Nota
- Este artículo está basado en el artículo equivalente de la Wikipedia en francés, consultada el 8 de octubre de 2012.

- Datos: Q1725388